# Enicospilus cressoni
Enicospilus cressoni är en stekelart som beskrevs av Hooker 1912. Enicospilus cressoni ingår i släktet Enicospilus och familjen brokparasitsteklar. Inga underarter finns listade i Catalogue of Life.